# Документальна лінгвістика
Документальна лінгвістика, або документна — науково-навчальна філологічна дисципліна, що вивчає мову та стиль службових документів з метою уніфікації, що забезпечує економію витрат часу на укладання службових документів. Дисципліна входить до комплексу документно-інформаційних дисциплін.
Об'єктом вивчення дисципліни є сам текст службових документів, а предметом — правила його побудови та мовне оформлення, а також виявлення категорій, які виражаються за цими правилами.